# Arsinoitherium
Arsinoitherium is de bekendste vertegenwoordiger van de orde Embrithopoda, een groep van primitieve neushoornachtige zoogdieren uit de Afrotheria. Het genus Arsinoitherium omvat drie soorten, A. zitteli, A. andrewsii en A. giganteum. Hiervan is A. zitteli de bekendste soort. Dit is een weinig bekende groep, nauw verwant aan zeekoeien en olifanten, van het Paleoceen tot het Oligoceen in Afrika, het Arabisch Schiereiland en West-Eurazië. Arsinoitherium stelt een dier voor ter grootte van een neushoorn, dat werd gekenmerkt door twee paar hoorns, gemaakt van botweefsel op de schedel, waarvan de voorkant extreem grote afmetingen bereikte en waarvan de functie nog niet is opgehelderd. Ook heel typerend waren zeer hoge kiezen en een volledig gebit zonder onderbreking in de rij tanden. Het vrij slecht ontwikkelde bekkenbereik geeft aan dat de dieren waarschijnlijk aan de randen van moerassen en meren leefden en zich met planten voedden. Over het algemeen is Arsinoitherium de best bestudeerde vertegenwoordiger van de Embrithopoda, uitgebreide vondsten komen grotendeels uit het Fayyum in Egypte en dateren ongeveer 40 tot 30 miljoen jaar geleden uit het Boven-Eoceen en het Onder-Oligoceen. Verdere fossiele resten worden echter gevonden uit grote delen van Afrika.

## Fossiele vondsten
Arsinoitherium verscheen in het Lutetien met fossiel materiaal dat niet tot soortniveau te classificeren is uit Djebel Chambi in Tunesië.
Fossiele resten van Arsinoitherium zitteli zijn gevonden in Egypte, Libië, Angola, Ethiopië, Kenia, Namibië en Oman en stammen uit het Laat-Eoceen en Vroeg-Oligoceen. Het bekendst zijn de vondsten uit het Egyptische Fajoem en aan deze locatie dankt Arsinoitherium zijn naam: Arsinoe was een Egyptische koningin uit het geslacht der Ptolemaeën wier paleis nabij Fajoem lag.

## Leefmilieu
Arsinoitherium leefde in de mangrove- en rivierbossen. Dit zwaargebouwde dier was 3,5 meter lang, 1,8 meter hoog aan de schouder en ongeveer 2,5 ton zwaar. Arsinoitherium had twee grote, kegelvormige hoorns op de kop, die tegenstelling tot de hoorns van neushoorns uit been bestonden in plaats van keratine. Achter de grote hoorns bevonden zich nog twee kleinere beenknobbels. Aangezien er sporen van bloedvaten in de hoorns zichtbaar zijn, waren ze waarschijnlijk met huid bedekt. De hoorns waren hol en werden vermoedelijk gebruikt als klankkast om harde geluiden mee te maken in de paartijd. Daarnaast hadden de twee grote hoorns waarschijnlijk een rol bij de afweer tegen roofdieren zoals hyaenodonten en bij duels tussen rivaliserende mannetjes. Andere opvallende kenmerken naast de hoorns waren de korte poten met ieder vijf tenen en de kleine ogen. Arsinoitherium voedde zich voornamelijk met bladeren en vruchten en was het grootste deel van de dag bezig met het zoeken naar en het verorberen van voedsel. Dit dier had vierenveertig tanden, waaronder een groot aantal hoogkronige kiezen voor het vermalen van taaie planten en twee grote, puntige snijtanden. Arsinoitherium leefde misschien in kleine groepjes en bracht het grootste deel van de tijd door in het water, wat de nijlpaardachtige lichaamsbouw verklaart. De stand van de poten wijst op een betere aanpassing voor zwemmen en waden in ondiep water dan voor lopen op het land. Gefossiliseerde voetsporen uit Egypte bevestigen het waggelende lopen van Arsinoitherium. Door zijn grootte had een volwassen Arsinoitherium geen gevaar te vrezen, maar hun jongen konden worden gegrepen door roofdieren.
In 2004 werd de soort Arsinoitherium giganteum uit Ethiopië beschreven. Deze soort leefde in het Laat-Oligoceen, circa 27 miljoen jaar geleden. A. giganteus was zoals de naam al aangeeft met een schouderhoogte van ongeveer twee meter de grootste soort van het geslacht Arsinoitherium. A. giganteum leefde samen met diverse olifanten zoals Phiomia major en Chilgatherium harrisi.

## Beschrijving

### Uiterlijk
Arsinoitherium was een groot zoogdier en had een neushoornachtige groeiwijze: het had een massief, tonvormig lichaam met een korte nek en sterke, korte en zuilvormige benen met elk vijf korte tenen (pentadactyl). De schouderhoogte was ongeveer 1,8 meter met een hoofd-lichaamslengte van meer dan 3,4 meter. Het levend gewicht wordt geschat op 1,5 tot 1,9 ton voor kleinere vormen en tot 2,4 ton voor grotere vormen. Andere auteurs gaan uit van maximaal vier ton.

### Schedel- en gebitskenmerken
De massieve schedel bereikte een lengte van 74 tot 77 centimeter, gemeten tot de punt van de hoorns tot 109 centimeter. De jukbeenderen waren echter niet erg expansief en lagen ongeveer 32 tot 33 centimeter uit elkaar. Het occipitale bot was ook erg sterk met twee ver uit elkaar liggende en sterk uitstekende gewrichtsoppervlakken als een benadering van de cervicale wervelkolom. De pariëtale benen waren vrij kort en duidelijk opgezadeld in het longitudinale profiel. Het frontale been, dat de basis van de hoorns vormde, was hieraan bevestigd. De oogkas was relatief ver terug in de schedel, achter de laatste kies. Het voorste deel van het rostrum was vrij kort en laag, aan de basis van de voorhoorns was er een klein, gebogen overblijfsel van het neusbot, dat samen met het middelste kaakbeen was gegroeid bij oudere dieren en dat waren de twee grote neusgaten aan de voorkant van het grote paar hoorns gescheiden. Het middelste kaakbeen was aanzienlijk langwerpig naar de rug toe en raakte het voorhoofdsbeen aan, een kenmerk dat ook voorkomt bij proboscis en zeekoeien. Vanwege de extreem hoge kiezen stak de bovenkaak ver omhoog.
De onderkaak, die tussen 53 en 73 centimeter lang was, was slank in termen van zijn massieve gebit, met een laag botlichaam dat ongeveer elf centimeter hoog was op de achterste kies. Hij had echter sterke en torenhoge gewrichtseinden, het kroonproces steeg tot vierenveertig centimeter boven de basis van de onderkaak. De symphysis breidde zich uit tot de belangrijkste kies, waardoor het zeer krachtig is. De set tanden bestond uit de complete set tanden van vroege zoogdieren en had dus de volgende tandformule: 3.1.4.33.1.4.3 in het algemeen de hele rij tanden was gesloten en er ontstond geen diastema. De snijtanden hadden een nagelachtige vorm en waren vrij klein, de hoektanden leken op hen, dus ze waren incisiform. De premolaren waren van eenvoudige constructie en smal en nauwelijks gemolariseerd, dus ze verschilden aanzienlijk van de achterste kiezen, die twee duidelijk dwarse, hoog ogende tandemailstroken (bilophodont) hadden op het occlusale oppervlak en waren zeer groot. De achterste kiezen kunnen acht tot negen centimeter lang zijn. Over het algemeen was de uitgesproken hoge kroon (hypsodont) opmerkelijk voor de kiezen. De premolaren bereikten een hoogte van maximaal zeven centimeter, terwijl de achterste en meest massieve kies een hoogte van maximaal dertien centimeter kon bereiken. De hele rij tanden van de tweede premolaar tot de laatste kies was tot achtentwintig centimeter lang.

### Hoorns
De hoorns waren het meest opvallende kenmerk van Arsinoitherium, waarvan het twee paren had. In tegenstelling tot vergelijkbare formaties van moderne zoogdieren, bestonden deze niet uit keratine of hoornsubstantie, maar vertegenwoordigden ze botachtige formaties. Het belangrijkste en grootste paar domineerde het gelaatsgebied en werd volledig gevormd uit het neusbot. De afzonderlijke hoorns konden maximaal zestig centimeter lang zijn, bij grote individuen waren de hoornpunten maximaal tweeënzeventig centimeter boven de snuit. Ze staken diagonaal omhoog uit vanaf de basis, die tot tweeëntwintig centimeter in de lengterichting en tot vijftien centimeter breed voor elke hoorn gemeten, met de uiteinden op een afstand van maximaal zevenendertig centimeter. De hoorns hadden meestal een driehoekige dwarsdoorsnede met de punt naar voren gericht. Ze waren geëvolueerd door de opening van de bovenste en onderste, benige wanden van het neusbot en werden dus afgewisseld met talloze holtes. Omdat deze continu in de frontale sinus gaan, kunnen de hoorns in principe als hol worden beschouwd. Er was een systeem van ondersteunende stutten binnen, maar de buitenhoornwand bereikte op sommige plaatsen slechts een maximale dikte van vijf millimeter. Aan de basis van dit machtige paar hoorns, nog steeds op het voorhoofd en net boven de oogkas, lag het veel kleinere, achterste paar hoorns, die volledig uit dit schedelbot waren gevormd.

### Kenmerken van het lichaamsskelet
Het postcraniale skelet is bekend uit talloze vondsten, maar de wervelkolom is niet volledig bewaard gebleven. In tegenstelling tot zoogdieren van vergelijkbare grootte was het schouderblad niet langwerpig, maar aanzienlijk verbreed en kort. Het bovenarmbot was bijzonder solide, het was tot eenenzestig centimeter lang en was aan de voor- en achterkant erg smal. Hij had een prominente beenhoogte op de schacht, die diende als bevestiging van de deltoïde spier. De ellepijp, die ruim vijftig centimeter lang was, was niet verbonden met het vrij vlakke en korte spaakbeen. Het grootste lange bot was het dijbeen met een lengte van meer dan tachtig centimeter, het overschreed duidelijk het scheenbeen, dat slechts half zo lang was. De kop van het dijbeen was echter opvallend dicht bij de schacht, terwijl de voor- en achterkant karakteristiek smal waren. Zowel voorvoet als achterpoten hadden vijf stralen (pentadactyl) en hadden dezelfde vorm als de huidige olifanten, maar het is aannemelijk dat Arsinoitherium meer plantigrade (tongloper) was en de tenen meer open waren. Bovendien maakten gelede oppervlakken in het pols- en voetwortelgebied een zeer hoge mate van flexibiliteit mogelijk voor zowel de voorste als de achterste voet. Analoog aan de olifanten werden de carpale en tarsale botten in serie gerangschikt, d.w.z. de afzonderlijke botelementen in een rij lagen direct achter elkaar en overlappen elkaar niet zoals het geval is met tal van andere hoefdieren.

## Vindplaatsen
Arsinoitherium-vondsten komen uit zowel Afrika als het Arabisch Schiereiland, die verbonden waren tijdens het Eoceen en het Oligoceen. De belangrijkste overblijfselen, die ook voor het eerst dienden om het geslacht te beschrijven, werden gevonden in El-Fajoem in Egypte. Dit ligt aan de westkant van de Nijl, ongeveer tachtig kilometer ten zuiden van Caïro. De vondsten zijn afkomstig van de formatie Gebel-Qatrani, een geologische rotseenheid van bijna 350 meter dik, bestaande uit zand, slib en kleistenen en conglomeraten met een leeftijd van ongeveer 31 miljoen jaar. Sinds 1901 zijn hier vele vondsten gedaan tijdens de Fayum-expeditie van het American Museum of Natural History in 1907, geleid door Henry Fairfield Osborn, werden zes volledige schedels van Arsinoitherium ontdekt, waarvan er één de grootste was vernietigd tijdens transport. Vorig jaar vonden de Duitse en Oostenrijkse onderzoekers Eberhard Fraas en Richard Markgraf tal van goed bewaarde fossielen van Arsinoitherium in de Fayyum. In totaal zijn tegenwoordig van de Fayyum overblijfselen van ten minste zevenenveertig individuen bekend, waarvan meer dan de helft behoort tot niet-volwassen dieren, d.w.z. juveniele dieren.
Waarom zoveel jonge Arsinoitherium-dieren hier worden gevonden, is niet duidelijk. Verdere bot- en tandresten kwamen aan het licht in Chilga in Ethiopië, waaronder voornamelijk tanden, maar ook de benige overblijfselen van de hoorns en die tussen 27 en 28 miljoen jaar oud zijn. Individuele tanden zijn bekend van Dor el Talha in Libië en Malembe in Angola. De meest noordelijke vondsten in Afrika zijn die van Bir Om Ali in Djebel Chambi in centraal Tunesië, die zich in een laag slib en klei uit het Boven-Eoceen bevonden. Deze worden weergegeven door tandresten (waaronder een hoektand) en postcraniale skeletelementen zoals wervels, voetbotten en delen van het bekken. Een fragment van de bovenkaak met aanhangende molaire tanden is de meest recente ontdekking van het Afrikaanse continent, het komt uit Lothidok in het noordwesten van Kenia en is tussen de 27 en 24 miljoen jaar oud. Overblijfselen van het bewegingsapparaat konden nog steeds worden gedetecteerd in de Aydim-formatie in het zuidwesten van Oman. De opdracht is enigszins twijfelachtig, maar er zijn duidelijke tanden van het geslacht uit de regio. Andere vondsten van het Arabische schiereiland komen uit Shumaysi in het westen van Saoedi-Arabië.

## Paleobiologie

### Leefwijze
Arsinoitherium was een enorme herbivoor, zijn hele musculoskeletale systeem vertoonde aanpassingen aan een trage gang. Dit omvat bovenal het dijbeen, dat sterk langwerpig is in vergelijking met het scheenbeen, wat resulteert in een diepe positie van het kniegewricht en de vorming van platte, horizontaal georiënteerde voor- en achterpoten. Aan de andere kant is er een korte symfyse, die alleen zwak ontwikkeld is aan het bekken en die relatief weinig bevestigingsgebieden heeft voor goed ontworpen beenspieren. In tegenstelling tot talloze andere zoogdieren waren de sacrale wervels ook niet overwoekerd. Dit duidelijk zwak ogende bekkengebied met slecht ontwikkelde achterbeenspieren wordt gedeeltelijk verklaard door een aanpassing aan een semi-aquatische levensstijl, vergelijkbaar met de nijlpaarden van vandaag, die leidde tot de regressie van dit hele spiergebied. Iets soortgelijks kan ook worden aangenomen van de zeer flexibele voorpoten, die dankzij het extra speciale ontwerp van het schouderblad het voorste deel van het lichaam op en neer konden laten bewegen en een sterke voorwaartse stuwkracht in de waterige omgeving garandeerden dankzij de uitgesproken flexibiliteit tussen de boven- en onderarm.
Evenzo laten de voorste cervicale wervels en hun spiermerken, die vergelijkbaar zijn met die van de olifanten, zien dat de kop slechts gedeeltelijk en hoofdzakelijk in laterale richtingen beweegbaar was en meestal hoog werd gedragen. Op basis van deze kenmerken wordt aangenomen dat het leven in tropische bossen aan de rand van moerassen en meren met overwegend zachte ondergrond waarschijnlijk is, een landschap dat ook wordt gereconstrueerd voor de Fajoem-locaties met behulp van de bijbehorende vondsten. Op basis van isotoopstudies bij de kiezen is een semi-aquatische levensstijl echter nog niet duidelijk bevestigd. De δ18O-waarden bleken relatief laag te zijn en waren vergelijkbaar met die van de huidige nijlpaard en andere semi-aquatische zoogdieren, maar vertoonden nauwelijks afwijkende gegevens in vergelijking met andere fossiele zoogdieren van dezelfde locaties, zodat een amfibische levensstijl niet kon worden gescheiden van een puur terrestrische. Bovendien suggereren isotopenstudies op de koolstof van de kiezen dat ze leven in gedeeltelijk open of onvolledig gesloten landschappen. Daarom gaan sommige onderzoekers ervan uit dat Arsinoitherium zich aanpaste aan een viervoetig plattelandsleven, maar geen snelle hardloper was.

### Voeding
De constructie van de kiezen is opmerkelijk, waarvan de hoge kronen een specialisatie in hard, kiezelrijk grasvoer zouden bevorderen in vergelijking met de huidige herbivore zoogdieren. Studies van de Arsinoitherium-kauw spreken deze aanpak echter tegen. Het ontwerp van de occlusale oppervlakken van de kiezen met twee duidelijk dwarse en hoog uitstekende emailranden (bilophodont) voor zowel de bovenste als de onderste kiezen stond het versnipperen van dergelijke planten niet toe, omdat de afzonderlijke randen met elkaar verbonden waren toen de mond werd gesloten. Dientengevolge was slechts een eenvoudige kauwbeweging mogelijk, waarbij het plantenvoedsel slechts werd verpletterd. Een dergelijk tandontwerp is typisch voor herbivoren die gespecialiseerd zijn in zacht blad- of fruitvoedsel (browsen). De premolaren waren daarentegen in staat voedsel beter en uitgebreider te versnipperen vanwege hun eenvoudigere constructie van het occlusale oppervlak met een enkele, longitudinale smeltstaaf, die niet alleen werd bereikt door te knijpen maar ook door te malen. Om dit complexere kauwproces mogelijk te maken, werd een tweede gewrichtsoppervlak gevormd op het onderste kaakgewricht.
Bovendien stonden de premolaren in de onderkaak niet in een rechte lijn ten opzichte van de achterste kiezen in zijaanzicht, maar kantelden ze onder een lichte hoek naar voren, zodat de bovenste en onderste tandranden niet onder normale omstandigheden konden worden gesloten. Slechts een verplaatsing van de onderkaak naar het tweede gewrichtsoppervlak liet toe dat de voorste molaren volledig gesloten waren. Er wordt daarom aangenomen dat Arsinoitherium een zeer gespecialiseerde herbivoor was. De kiezen, die extreem hoog zijn voor deze voedselbasis, blijven een unieke moderne eigenschap (autapomorfie) van de embrithopoda in de zoogdieren vertegenwoordigen, die ook bekend staat om de gigantische luiaards, die ook uitgestorven zijn. Anders ontwikkelden tanden met een hoge kroon zich grotendeels alleen bij herbivoren. De relatief ver achterste neusgaten op de voorhoorns suggereren een zeer flexibele bovenlip, waarvan de spieren ook hechten aan enkele karakteristieke openingen in het snuitgebied. Een dergelijke bovenlip is typerend voor veel van de hedendaagse herbivoren die gespecialiseerd zijn in bladvoeding.

### Functie van de hoorns
Het buitenoppervlak van de benige hoorns is bedekt met talloze bloedkanalen, wat een coating met huid of keratine suggereert. In sommige gevallen werd aangenomen dat met name de krachtige voorhoorns dienden als een resonantieorgaan, vergelijkbaar met de botranden van de hadrosauriërs. De functie van de hoorns is tot nu toe niet opgehelderd. Een genderdimorfisme kan echter worden bepaald op basis van deze botformaties, waaronder langere hoorns met puntige uiteinden bij mannelijke dieren en kortere hoorns met meer afgeronde uiteinden bij vrouwelijke dieren. Ze hebben mogelijk een rol gespeeld in de paringswedstrijd, zoals bij veel zoogdieren met hoofddeksels tegenwoordig, zoals neushoorns of herten.

### Geestkracht
De structuur van het Arsinoitherium-slakkenhuis leek op die van de huidige olifanten, bijvoorbeeld omdat het twee volledige windingen had, die samen een waarde van 720° gaven. In het basisgebied zijn er geen aanwijzingen voor een lamina spiralis secundaria, die verantwoordelijk is voor de waarneming van bepaalde frequenties. Er kan worden aangenomen dat het basilar membraan zeer uitgebreid was, wat op zijn beurt een indicatie is van gevoeligheid voor geluiden in het lage frequentiebereik. Vergelijkende studies met het binnenoor van de olifant toonden aan dat Arsinoitherium nog steeds geluidsgolven kon horen rond 13,4 hertz, wat een lagere frequentie is dan de meeste zoogdieren vandaag. De dieren kunnen een vergelijkbare geluidsprestatie hebben als die van de huidige olifanten, die zowel communiceren via geluid als via seismische golven die worden gegenereerd door voettrappen in infrageluid. Het grotere hoornpaar bij Arsinoitherium had hier een rol kunnen spelen.

## Classificatie
Arsinoitherium is een geslacht van de familie Arsinoitheriidae. De familie is geplaatst in de volgorde van de uitgestorven embrithopoda, een algeheel grotendeels onontgonnen groep zoogdieren van het Paleogeen, waarvan de exacte verwantschappen nog niet volledig zijn opgehelderd. Oorspronkelijk werden de Embrithopoda geplaatst in de buurt van de huidige leisteen, in de meer recente weergave zijn de dichtstbijzijnde levende familieleden de lamantijnen en olifanten, waardoor zowel een mogelijke plaats in de hoofdgroep van sirenen en proboscis mogelijk is. Alle drie orden (Proboscidea, Sirenia en Embrithopoda) vormen samen het taxon van Tethytheria. De Embrithopoda kan ongeveer 60 miljoen jaar geleden in West-Azië in het vroege Paleoceen worden gevonden. Of de Phenacolophidae met Phenacolophus en Minchenella de hoofdgroep van de embrithopoda vormen, staat ter discussie, maar recente studies over de fijne structuur van het tandglazuur sluiten dit uit. In het uitgaande Oligoceen stierf de embrithopoda opnieuw uit. Over het algemeen waren ze wijdverspreid in grote delen van Afrika en West-Eurazië vanwege de paleontologische bevindingen.
Binnen de Embrithopoda is Arsinoitherium het meest gedocumenteerd en, vanwege de extreem hoge kruiskiezen en het onderscheidende lichaamsskelet, de modernste vorm, tot de jaren 1970 was het ook de enige vertegenwoordiger. De familie Arsinoitheriidae is nu verdeeld in twee subfamilies, de Arsinoitheriinae en de Palaeoamasinae. De laatste behoren tot de Palaeoamasia en de Hypsamasia, waarvan de tanden minder duidelijk hypsodontisch waren. Gedeeltelijk wordt het Namatherium, pas in 2008 ontdekt, beschouwd als een van de naaste verwanten van Arsinoitherium. Dit was kleiner dan Arsinoitherium en had niet zo hoge kroonkiezen, het leefde in het Midden-Eoceen en werd voor het eerst ontdekt in Namibië. Volgens fylogenetische studies uit 2016 is Namatherium het zustertaxon van de Arsinoitheriidae. Verschillende soorten Arsinoitherium zijn beschreven, twee worden tegenwoordig erkend:
- A. giganteum Sanders, Kappelmann & Rasmussen, 2004
- A. zitteli Beadnell, 1902

De soort A. andrewsi, die oorspronkelijk ook als onafhankelijk werd beschouwd, werd geïntroduceerd door Ray Lankester in 1903 en bleek na heronderzoek van het vondstmateriaal in 2004 een grote vertegenwoordiger van A. zitteli, met wie het nu synoniem is. Een andere studie uit 2008 komt tot een vergelijkbare conclusie en beschouwt A. giganteum ook als problematisch, omdat het geslacht Arsinoitherium sterk varieert, althans wat betreft tandkenmerken. De tandkarakteristieken van Arsinoitherium waren ook onderhevig aan aanzienlijke veranderingen als gevolg van slijtage, zodat een exacte scheiding van verschillende typen moeilijk is. Dienovereenkomstig zou A. zitteli de enige erkende soort zijn.
Het geslacht en type Arsinoitherium zitteli uit Fayyum in Noord-Egypte werd wetenschappelijk beschreven in 1902 door Hugh John Llewellyn Beadnell. Beadnell noemde het geslacht naar de Hellenistisch-Egyptische koningin Arsinoë II, wiens naam de inspiratie was voor de aanwijzing van de Fajoem-depressie in de Ptolemeïsche tijd. Met de Artepitheton zitteli eerde hij Karl Alfred von Zittel, die met de Rohlfs-expeditie in 1873 en 1874 door de Libische woestijn reisde en verschillende belangrijke verhandelingen over de geologie van de regio had geschreven. De beschrijving van het geslacht en de soort was gebaseerd op een schedel, maar Beadnell noemde ook de achterpoten in zijn korte essay. In de daaropvolgende jaren publiceerde Beadnell's collega Charles William Andrews nog een paar korte essays over Arsinoitherium, hij presenteerde een uitgebreidere behandeling van het geslacht in 1906 in de loop van de publicatie van een catalogus over de Fayyum-fossielen. Arsinoitherium bleef echter lange tijd grotendeels onbekend. Preciezere skeletanatomische en functionele morfologische analyses werden pas in de jaren 1990 uitgevoerd.
Arsinoitherium leefde grotendeels tijdens het Oligoceen. Het verspreidingsgebied strekte zich waarschijnlijk uit over het hele Afrikaanse continent en grote delen van het Arabische schiereiland. De verdwijning van het geslacht wordt geassocieerd met de vorming van een landbrug tussen Afrika en Eurazië 24 miljoen jaar geleden: de zoogdieren die erover emigreerden, verdrongen het geslacht samen met andere Afrotheria.

## Fylogenie
|  | Palaeoamasia                                                   |
|  |                                                                |
|  | \| \| Hypsamasia \| \| \| \| \| \| Crivadiatherium \| \| \| \| |
|  |                                                                |
|  | Hypsamasia                                                     |
|  |                                                                |
|  | Crivadiatherium                                                |
|  |                                                                |

|  | Hypsamasia      |
|  |                 |
|  | Crivadiatherium |
|  |                 |

|  | Palaeoamasia                                                   |
|  |                                                                |
|  | \| \| Hypsamasia \| \| \| \| \| \| Crivadiatherium \| \| \| \| |
|  |                                                                |
|  | Hypsamasia                                                     |
|  |                                                                |
|  | Crivadiatherium                                                |
|  |                                                                |

|  | Hypsamasia      |
|  |                 |
|  | Crivadiatherium |
|  |                 |